# Приставкин, Николай Яковлевич
Николай Яковлевич Приставкин (3 марта 1922, Смоленская губерния — март 1993, Тюп, Иссык-Кульская область) — председатель колхоза «Заря» Тюпского района Киргизской ССР, Киргизская ССР. Герой Социалистического Труда (1966).

## Биография
Родился в 1922 году в крестьянской семье в селе Серекино (ныне — Глинковский район Смоленской области).
Участвовал в Великой Отечественной войне. После получения ранения был комиссован и отправился в Киргизию, где с 1942 года трудился на ферме колхоза имени «1 мая» Карасуского района. С 1945 по 1953 года — служащий Джети-Агузского районного сельскохозяйственного управления. В 1953 году избран председателем колхоза «Заря» (позднее — имени 50-летия Октября) Тюпского района.
Вывел колхоз в число передовых сельскохозяйственных предприятий Иссык-Кульской области. Указом Президиума Верховного Совета СССР от 22 марта 1966 года удостоен звания Героя Социалистического Труда с вручением ордена Ленина и золотой медали «Серп и Молот» .
После выхода на пенсию проживал в селе Тюп, где скончался в 1993 году.
Сочинения
- Опыт проведения зимнего ягнения овец [Текст] / Н. Я. Приставкин, Герой Соц. Труда, А. Н. Назаркулов, канд. с.-х. наук. — Фрунзе : Кыргызстан, 1974. — 39 с.

Память
Его именем названа одна из улиц в селе Тюп Тюпского района.
Награды
- Орден Ленина
- Орден Трудового Красного Знамени — трижды
- Орден Отечественной войны 1 степени